# Moisés Dueñas
Dueñas  Nevado est un nom espagnol. Le premier nom de famille, en général paternel, est Dueñas ; le second, en général maternel, souvent omis, est Nevado.

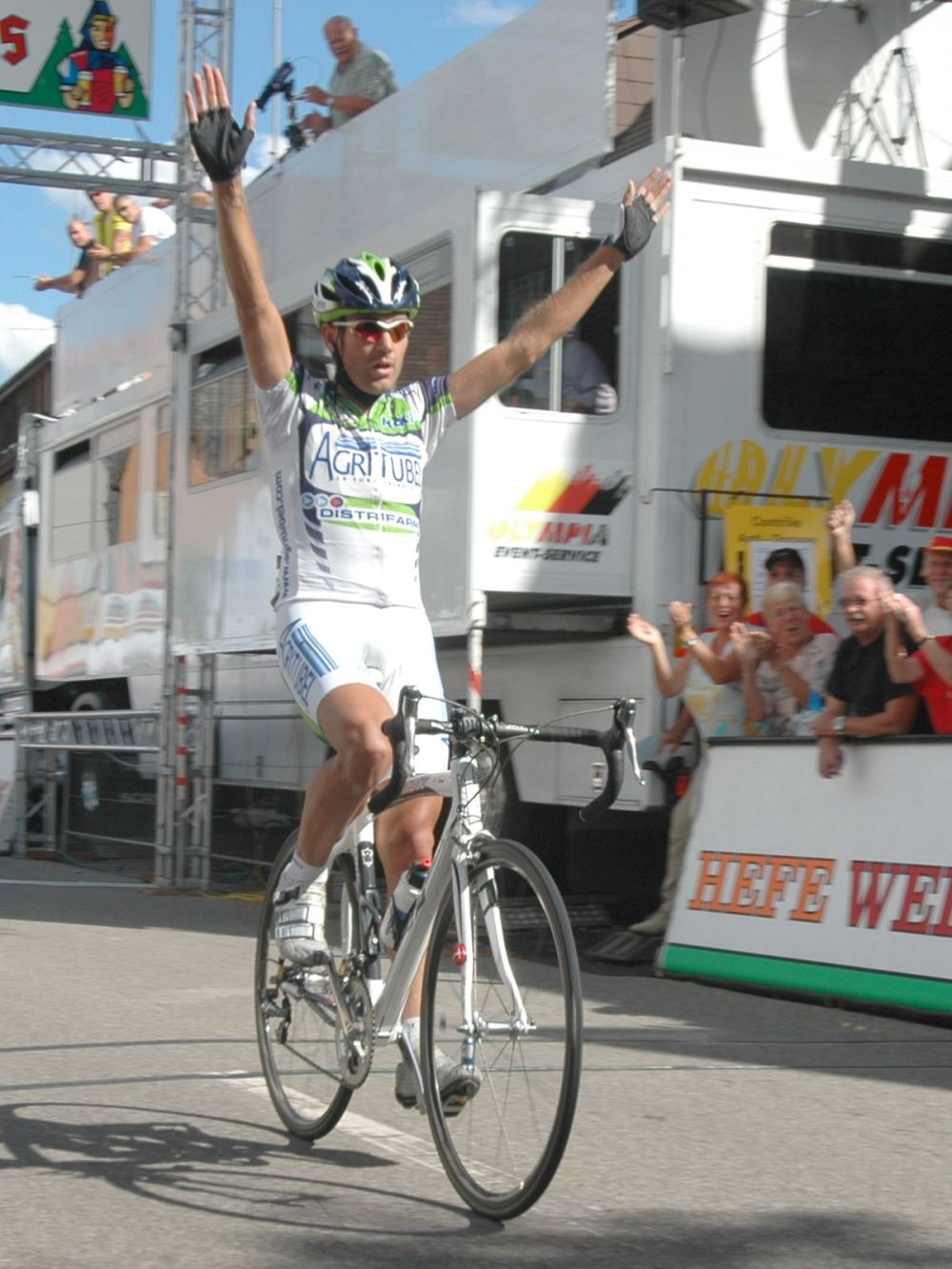
Moisés Dueñas gagne la 2e etape du Regio-Tour de Müllheim (Baden) à Neuenburg am Rhein

Moisés Dueñas Nevado est un coureur cycliste espagnol né le 10 mai 1981 à Béjar dans la province de Salamanque. Professionnel depuis 2004, il a remporté le Tour de l'Avenir 2006 et le Regio-Tour 2007. Il a été contrôlé positif à l'EPO lors du Tour de France 2008.

## Biographie
Moisés Dueñas court dans les rangs amateurs au sein de l'équipe Cropusa-Burgos jusqu'en 2003. Il y obtient de bons résultats sur les courses par étapes. En 2002, il est vainqueur d'étape et troisième du classement final du Circuito Montañés. L'année suivante, il est troisième du Tour de la Bidassoa et du Tour de Zamora, cinquième du championnat d'Europe sur route espoirs et sixième du Tour des régions italiennes en Italie.
Moisés Dueñas commence sa carrière professionnelle en 2004 dans l'équipe espagnole Relax-Bodysol. Il n'y remporte pas de victoires mais de bonnes places sur le Circuit de Getxo (9e), la Subida a Urkiola (10e) et le Tour de l'Avenir (4e) en 2004, puis le GP Llodio (8e), le Tour des Asturies (6e) et le Tour de Burgos (9e) en 2005. Il participe également au Tour d'Espagne qu'il termine à la 46e place, après s'être classé neuvième de l'étape arrivant à Avila. Durant cette Vuelta, il signe un contrat avec l'équipe française Agritubel pour les deux saisons suivantes.
En juillet 2006, Dueñas participe à son premier Tour de France (61e). En septembre, il remporte le Tour de l'Avenir. En 2007, il améliore son classement sur le Tour (39e). En août, après s'être classé sixième du Tour de Burgos, il gagne le Regio-Tour.
En octobre 2007, Moisés Dueñas s'engage avec l'équipe Barloworld. 
En juillet 2008, il participe à son troisième Tour de France, où il doit accompagner son leader Mauricio Soler lors des étapes de montagne. Alors qu'il occupe la 19e place au classement général après les deux étapes pyrénéennes, il est exclu de l'épreuve par son équipe le 16 juillet à la suite de l'annonce d'un contrôle antidopage positif à l'EPO lors de la 4e étape.
Dès le mois d'août 2009, il court dans l'équipe amateur Supermercados Froiz. Il renoue avec la victoire en septembre 2010 avec une victoire d'étape au Cinturó de l'Empordà et une deuxième place au classement final de la même épreuve. 
Quatre ans après avoir quitté les rangs des professionnels, à la suite de son contrôle positif, il réintègre une équipe continentale, fin juillet 2012. Vice-champion d'Espagne, vainqueurs de plusieurs courses dont la Vuelta a Zamora, la semaine précédente, l'équipe Burgos BH le fait signer pour se renforcer, en vue du Tour de Burgos.

## Palmarès
- 2001
  - 2e du Grand Prix de la ville de Vigo
- 2002
  - 3e étape du Circuito Montañés
  - 3e de la Clásica Memorial Txuma
  - 3e du Circuito Montañés
- 2003
  - 3e du Tour de la Bidassoa
  - 3e du Tour de Zamora
  - 5e du championnat d'Europe sur route espoirs
- 2006
  - Tour de l'Avenir :
    - Classement général
    - 6e étape
- 2007
  - Regio-Tour :
    - Classement général
    - 2e étape
- 2009
  - 2e étape du Tour de Salamanque
  - 2e du Tour de Salamanque
- 2010
  - 4e étape du Tour de Salamanque
  - 1re étape de la Cinturó de l'Empordà
  - 2e de la Cinturó de l'Empordà
  - 3e du Tour de Zamora
- 2011
  - Tour d'Ávila :
    - Classement général
    - 2e étape

  - 3e étape du Tour de Cantabrie
  - 2e du Grand Prix de la ville de Vigo
  - 3e du Tour de Galice
- 2012
  - Champion de Castille-et-León sur route
  - Grand Prix Abimota :
    - Classement général
    - 2e étape

  - Volta ao Ribeiro
  - Tour de Zamora :
    - Classement général
    - 3e étape

  - 4e étape du Tour de León
  - 2e du championnat d'Espagne sur route amateurs
- 2013
  - 3e du Tour des Pays de Savoie
- 2014
  - Volta ao Ribeiro
- 2015
  - 2e du Circuit de Malveira

## Résultats sur les grands tours

### Tour de France
3 participations
- 2006 : 61e
- 2007 : 39e
- 2008 : exclu

### Tour d'Espagne
1 participation
- 2005 : 46e

## Classements mondiaux
| Année           | 2005 | 2006 | 2007 | 2008 | 2009 | 2010 | 2011   | 2012 | 2013 | 2014 |
| --------------- | ---- | ---- | ---- | ---- | ---- | ---- | ------ | ---- | ---- | ---- |
| UCI Asia Tour   |      |      |      |      |      |      |        |      |      | 307e |
| UCI Europe Tour | 456e | 97e  | 72e  | 496e |      | 267e | 1 002e | 402e | 529e | 794e |